# Малый Олений переулок
Ма́лый Оле́ний переу́лок (с XIX века до 1939 года — Ма́лый Оле́ний про́сек и Ма́лый Оле́ний проспе́кт) — переулок, расположенный в Восточном административном округе города Москвы на территории района Сокольники.

## История
Переулок был образован в 1939 году из Ма́лого Оле́ньего про́сека и Ма́лого Оле́ньего проспе́кта, получивших название в XIX веке по расположению близ Оленьих прудов и Оленьей рощи (последняя вошла в городскую черту Москвы в 1879 г.). Названия прудов и рощи связаны с местами, где устраивались царские охоты при царе Алексее Михайловиче.

## Расположение
Малый Олений переулок проходит от Большой Оленьей и Большой Ширяевской улиц на восток, не доходя до Русаковской набережной, поворачивает на юго-запад, проходит до Лебяжьего пруда, поворачивает по дуге на юго-восток и проходит до улицы Олений Вал.

## Примечательные здания и сооружения
По нечётной стороне:
- № 9 — Жилой дом (1912, архитектор К. К. Альбрехт)

По чётной стороне:

## Транспорт

### Наземный транспорт
По Малой Оленьей улице не проходят маршруты наземного общественного транспорта. У юго-восточного конца улицы, на пересечении Большой Ширяевской улицы и 2-го Ширяевского переулка, расположена остановка «Детский сад» трамваев № 4л, 4пр, у северо-западного, на пересечении Богородского шоссе и 2-го Ширяевского переулка, — остановка «Большая Ширяевская улица» автобуса № 239, трамваев № 4л, 4пр.

### Метро
- Станция метро «Преображенская площадь» Сокольнической линии — юго-восточнее улицы, на Преображенской площади на пересечении Малой Черкизовской улицы с Краснобогатырской улицей и улицей Преображенский Вал
- Станция метро «Сокольники» Сокольнической линии и «Сокольники» Большой кольцевой линии (соединены переходом) — юго-западнее улицы, на Сокольнической площади.